# 短距乌头
短距乌头（学名：Aconitum brevicalcaratum）为毛茛科乌头属下的一个种。

## 扩展阅读
- 維基物種上的相關：短距乌头